# 格兰托拉
格兰托拉（義大利語：Grantola），是意大利瓦雷泽省的一个市镇。总面积2平方公里，人口1310人，人口密度655.0人/平方公里（2009年）。国家统计（ISTAT）代码为012081。